# Евангелическая церковь Аугсбургского и Гельветского исповедания Австрии

Карта религий в Австрии (2001)

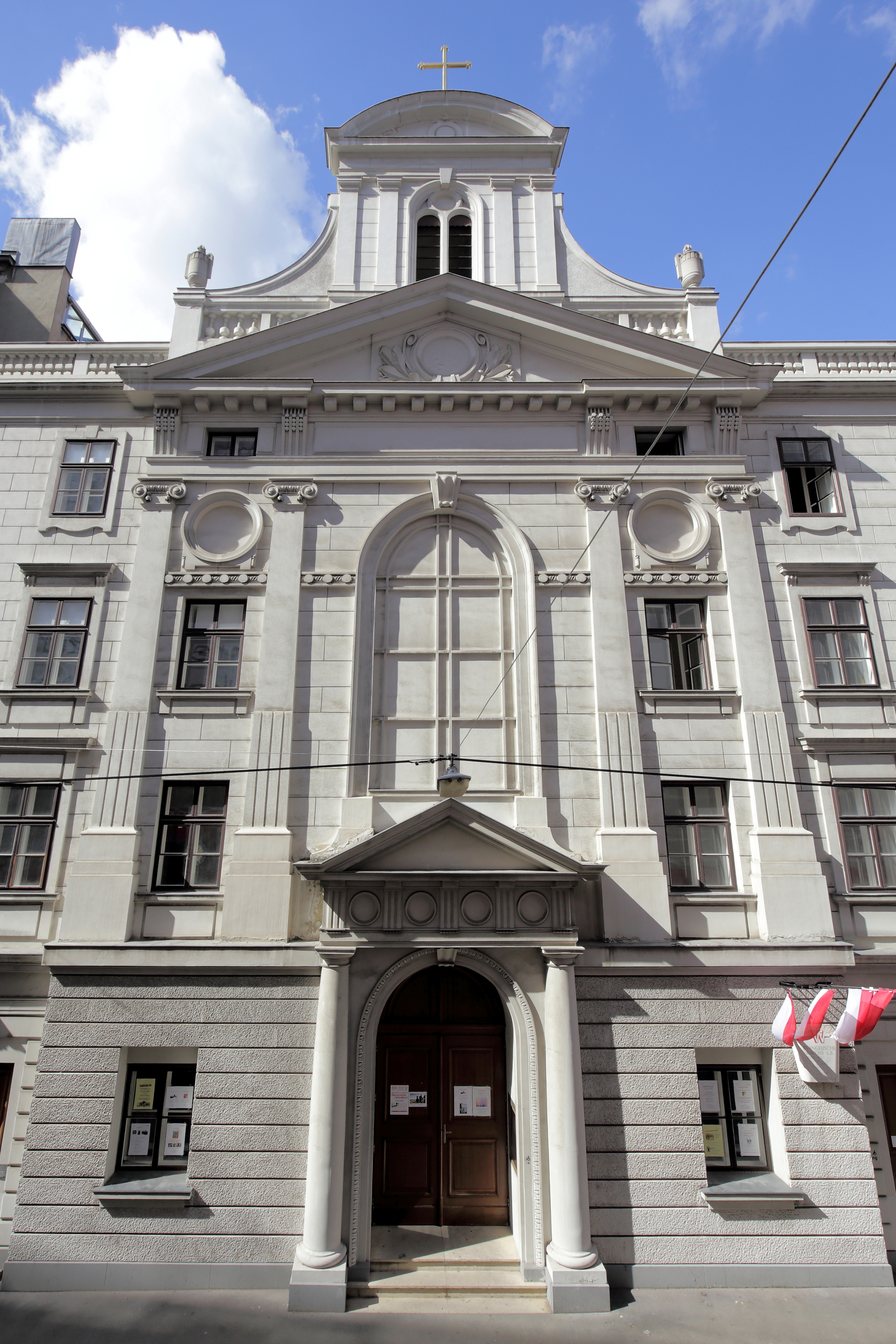
Лютеранская городская церковь в Вене

Евангелическая церковь Аугсбургского и Гельветского исповедания Австрии (нем. Evangelische Kirche A.u.H.B. in Österreich) — объединение самостоятельных Церквей: Евангелической церкви Аугсбургского исповедания Австрии (лютеранской) и Евангелической церкви Гельветского исповедания Австрии (кальвинистской).
Все верующие объединены в 203 общины. Число последователей — 306 183 человека (по состоянию на 31 декабря 2015 года)

## Евангелическая церковь Аугсбургского исповедания Австрии
Число последователей этой деноминации — 292 578 человек (по состоянию на 31 декабря 2015 года), что составляет около 3,36% населения страны. Верующие объединены в 194 приходские общины. Начало евангелического движения в Австрии датируется 12 января 1522 года, когда Пауль Сператус прочитал первую евангелическую проповедь в венском соборе святого Стефана. Однако в дальнейшем в Австрии одержала победу Контрреформация, и Австрия стала оплотом католицизма на немецкой земле, что привело к эмиграции протестантов. Протестанты и католики были уравнены в правах только в правление императора Иосифа II в 1781 году.
Во главе Церкви стоит епископ и Высший церковный совет. Евангелическая церковь Аугсбургского исповедания в Австрии является членом Всемирной лютеранской федерации.

## Евангелическая церковь Гельветского исповедания Австрии
Данная деноминация насчитывает 13 605 членов (9 приходов), что составляет 0,16% населения страны.

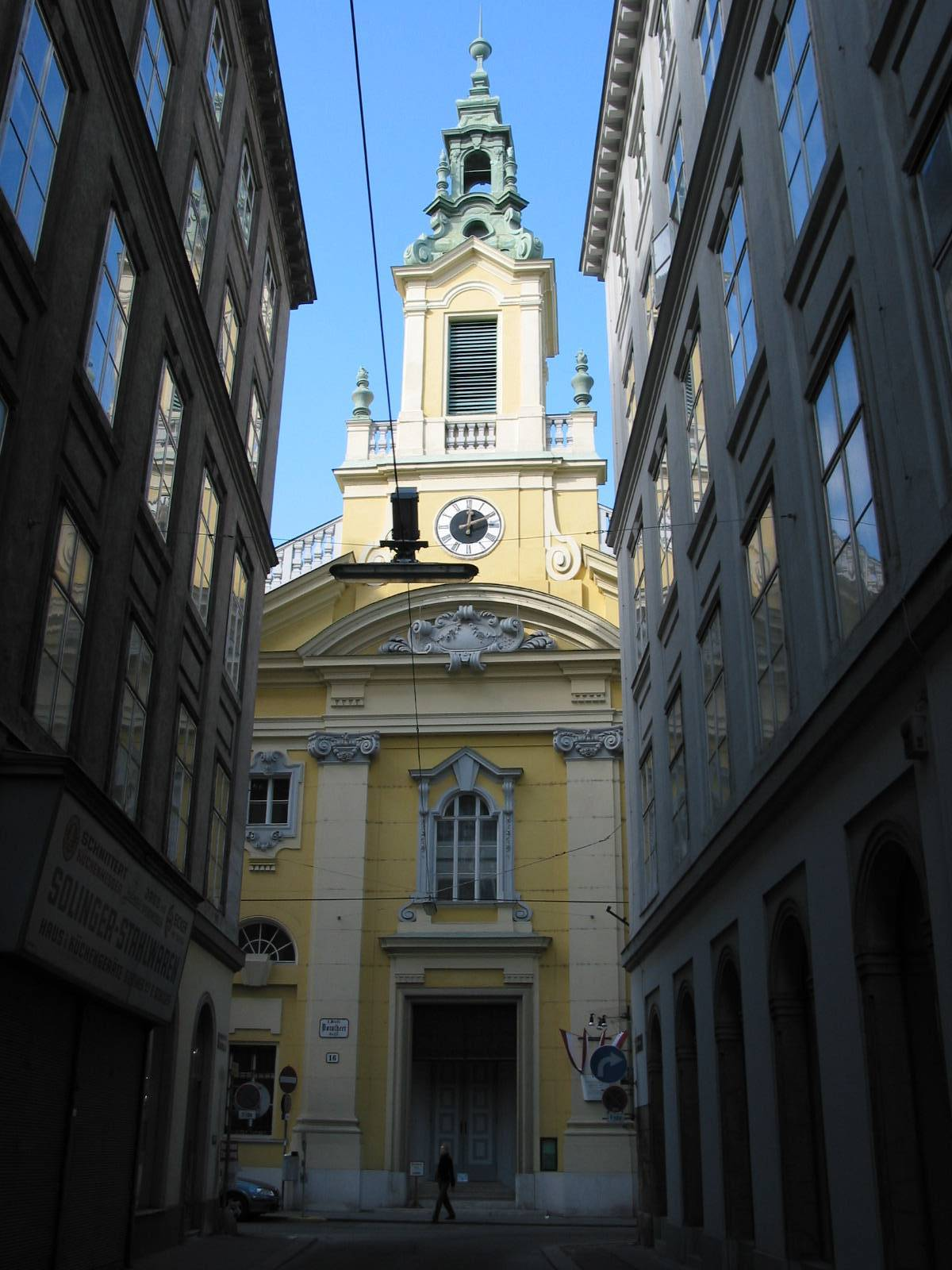
Реформатская городская церковь в Вене

## Организация
Церкви Аугсбургского и Гельветского исповедания имеют общее управление, что, однако, не означает, что лютеране являются членами кальвинистских приходов и наоборот. Центр церковного объединения находится в Вене. Высший орган - Генеральный синод (Generalsynode), исполнительный орган - Верховный церковный совет (Oberkirchenrat), во главе с епископами (bischop), в задачи которого входит наблюдение за соблюдением церковной конституции, а также регулирование в преподавании Закона Божьего в Австрии.

### Конституция Церкви
Конституция Евангелической церкви Аугсбургского и Гельветского исповедания Австрии была принята Генеральным Синодом 16 июня 2012 года. С полным текстом Конституции на языке оригинала можно ознакомиться здесь.

### Церковный логотип
Логотип (эмблему) Церкви и его (её) описание на немецком языке можно посмотреть здесь.

## Внешние ссылки
- Евангелическая Церковь в Австрии  (нем.)
- Логотип (эмблема) Евангелической церкви Аугсбургского и Гельветского исповедания